# Pronolagus rupestris
Pronolagus rupestris е вид бозайник от семейство Зайцови (Leporidae).

## Разпространение
Видът е разпространен в Замбия, Кения, Малави, Танзания и Южна Африка (Северен Кейп, Северозападна провинция и Фрайстат).